# Сливенци
Сливенци (болг. Сливенци) — село в Болгарии. Находится в Добричской области, входит в общину Добричка. Население составляет 258 человек.

## Политическая ситуация
В местном кметстве Сливенци, в состав которого входит Сливенци, должность кмета (старосты) исполняет Салим Музекя Акифов (Болгарская социалистическая партия (БСП)) по результатам выборов правления кметства.
Кмет (мэр) общины Добричка — Петко Йорданов Петков (Болгарская социалистическая партия (БСП)) по результатам выборов в правление общины.